# Rincón del Cano
Rincón del Cano es una localidad del estado mexicano de Guanajuato. Es parte del municipio de Tierra Blanca.

## Demografía
| Gráfica de evolución demográfica |
|                                  |

| Censo | Población |
| ----- | --------- |
| 1910  | 307       |
| 1921  | 339       |
| 1930  | 428       |
| 1940  | —         |
| 1950  | 199       |
| 1960  | 346       |
| 1970  | 430       |
| 1980  | 562       |
| 1990  | 899       |
| 2000  | 965       |
| 2010  | 1 343     |
| 2020  | 1 716     |